# جيب كومباس
جيب كومباس (بالإنجليزية: Jeep Compass)‏ هي سيارة من شركة جيب ذات دفع رباعي بأربع مقاعد وشكل صغير وأول موديل لها في الشرق الأوسط هو 2007.ظهر الجيل الثاني من السيارة لأول مرة في سبتمبر 2016 في البرازيل وفي معرض لوس أنجلوس الدولي للسيارات في نوفمبر 2016، بمشاركة منصة معدلة مع Renegade .
المفهوم
قبل أربع سنوات من طرح سيارة جيب كومباس الإنتاج، تم عرض السيارة الاختبارية التي تحمل الاسم نفسه لأول مرة في ديترويت في معرض أمريكا الشمالية الدولي للسيارات 2002 . تتميز بهيكل ببابين ودفع رباعي ومحرك V6 سعة 3.7 لتر.
3.7 لم يكن محرك L Power-Tech V6 من جيب ليبرتي متاحًا في السيارة الجديدة لعام 2007، على الرغم من أن طراز الإنتاج Compass حافظ على إشارات تصميم السيارة وبعض ميزاتها. كان لنموذج الإنتاج Compass أيضًا أربعة أبواب بدلاً من البابين في السيارة الاختبارية.

## وصف السيارة
هي سيارة تنافس بقوة في قطاع السيارات الرياضية العملية المدمجة وتقدم أداء قويا وديناميكيا بفضل محرك «كومباس» القياسى المزود بـ 16 صماما (DUALVVT) الذي تم ضبط توقيت عملية بدقة وهو مصنوع من الألمنيوم سعتة 2,4 ليتر باربع اسطوانات يولد قوة 172 حصانا ويعمل معة ناقل حركة يدوى بخمس سرعات. ويتمتع جيب كومباس بخطوط تصميم تميزها عن باقى سيارات «جيب» التقليدية الأخرى ولكنها تحفظ بالكثير من جينات هذه الماركة خصوصا لجهة المقدمة الجريئة ذات الشبك الانيق بفتحاتة العمودية الكبيرة والانوار الدائرية ومن الداخل تتمتع السيارة بمقصورة رحبة ومريحة تفبض بمزايا الرفاهية وبالتجهيزات الانيقة التي تشمل مقاعد جلدية وثيرة وعجلة قيادة ومقبض ناقل الحركة بالجلد ومقعد امامى قابل للإمالة إلى الخلف بالكامل وضبط يدوى لارتفاع نقعد السائق ومصابيح للخرائط وكشاف خلفى قابل لإعادة الشحن والفك والتركيب ونظام «كومباس» الصوتى المتكامل الذي يجمع بين أحدث التقنيات الصوتية المتطورة ونظام صوتى طراز «بوسطن اكواستيك» متكامل بتسع سمعات يوفر نقاء صوتيا بقوة تصل إلى 458 واط مع سماعات يمكن تغيير اتجاهها وجهاز راديو مزود باكسسورات جيب الاصلية مع محول تشغيل (MP3) وازرار تحكم كاملة بالنظام الصوتى مثبتة على عجلة القيادة.

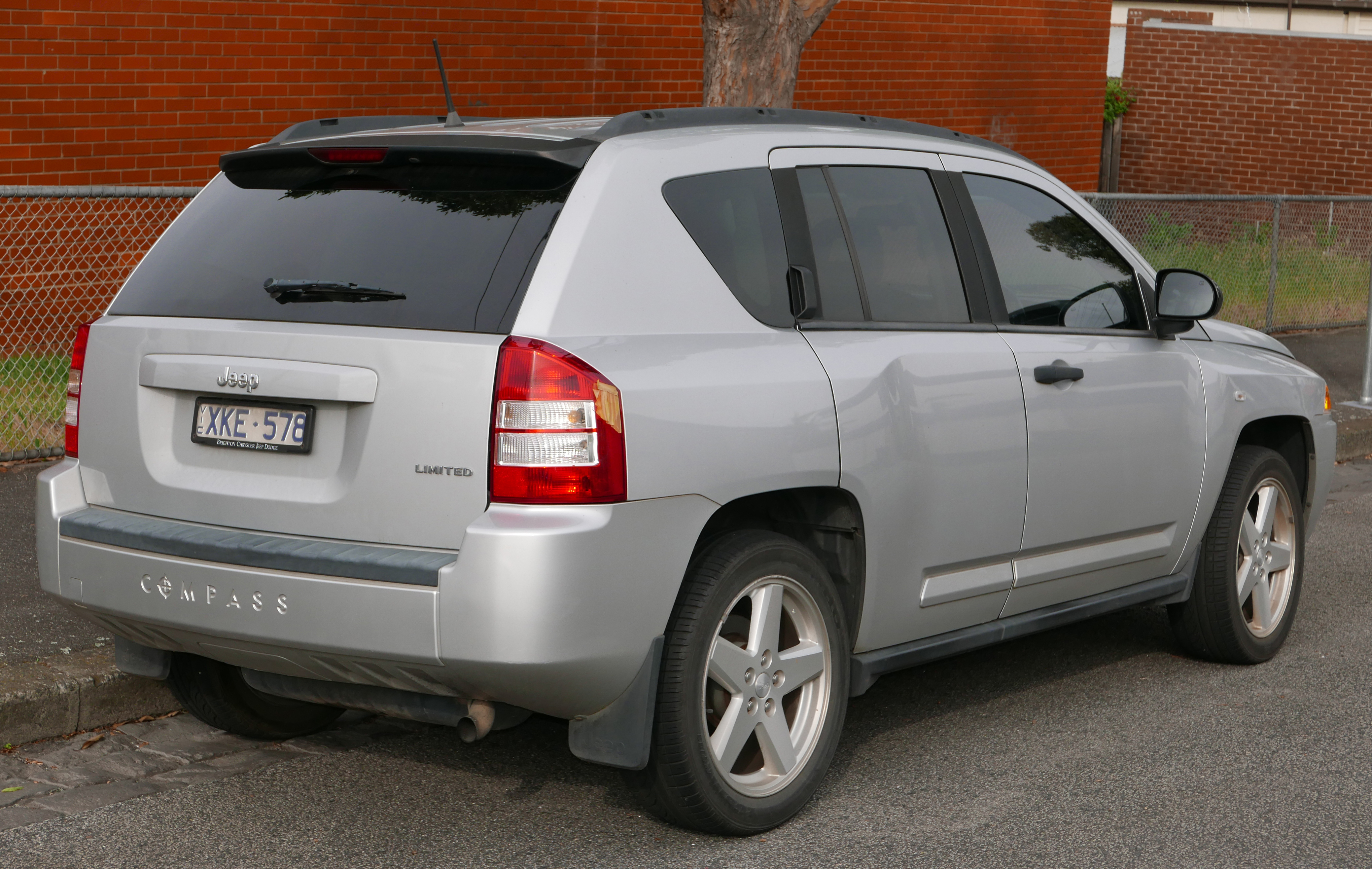
جيب كومباس ليمتد (أستراليا ، ما قبل شد الواجهه)

## الجيل الأول (2006-2016)
تم تركيب جيب كومباس الأول في بيلفيدير (إلينوي) الموافق 30 مايو عام 2006, في نفس المكان الذي تم تركيب الكرايسلير نيون.
طرحت جيب نسخة الإنتاج من البوصلة في معرض أمريكا الشمالية الدولي للسيارات 2006 في يناير. تم تجميع البوصلة الأولى في 30 مايو 2006، في بلفيدير ، إلينوي، حيث تم إنتاج دودج نيون.
لم تحمل الجيب شارة «تريل ريتد» الموجودة على سيارات الدفع الرباعي الأخرى في عائلة جيب لطرازات 2007-2010، لكنها حصلت على شارة «تريل ريتد» لعام 2011. تستهدف الجيب مشتري سيارات الجيب لأول مرة وأولئك الذين يقودون سياراتهم بشكل أساسي على الطرق المعبدة.
تعتمد كل من البوصلة والباتريوت على منصة DaimlerChrysler / Mitsubishi GS . يتم التمييز هذه المركبات حسب التصميم والتسويق: باتريوت هو الطراز التقليدي 4-باب جيب عربة، في حين أن البوصلة ليونة هاتشباك نظرة، على غرار دودج كاليبر.

### شد الواجهة
لعام 2011، أعادت جيب تصميم البوصلة لتشبه جراند شيروكي، مع الحفاظ على هويتها الخاصة. تتلقى جيب كومباس 2011 أيضًا تعليقًا منقحًا للتعامل بشكل أفضل، ومقصورة داخلية منقحة بمزيد من المعدات القياسية، والمزيد من حزم الخيارات بما في ذلك حزمة Freedom Drive II Off-Road التي تتضمن ناقل حركة متغير باستمرار مزود بإعداد نطاق منخفض، إطارات تضاريس داخل عجلات ألمنيوم مقاس 17 بوصة، وألواح انزلاقية، ونظام دفع رباعي، وزيادة الخلوص الأرضي بمقدار بوصة كاملة.
احتفل طراز كومباس ذو الإصدار الخاص بالذكرى السبعين لتأسيس جيب في عام 2011، وشمل العديد من الترقيات والتصميمات الداخلية الخاصة والشارات والعجلات، وكان متاحًا بثلاثة ألوان خارجية فقط: نجمة برونزية وفضية زاهية وأسود.

### مجموعة نقل الحركة
تستخدم البوصلة 172 حصان (128 كـو) 2.4 محرك البنزين L World I4 . 2.0 يتوفر محرك L World في طراز 4X2 Sport بـ 158 حصان (118 كـو) . أ 2.0 L-R4 TDi 103 كيلوواط (138 حصان؛ 140 PS) كان محرك الديزل المصمم من فولكس فاجن متاحًا للأسواق الأوروبية والأسترالية، وتم استبداله في عام 2011 بـ 2.2 لام مرسيدس بنز OM651 .

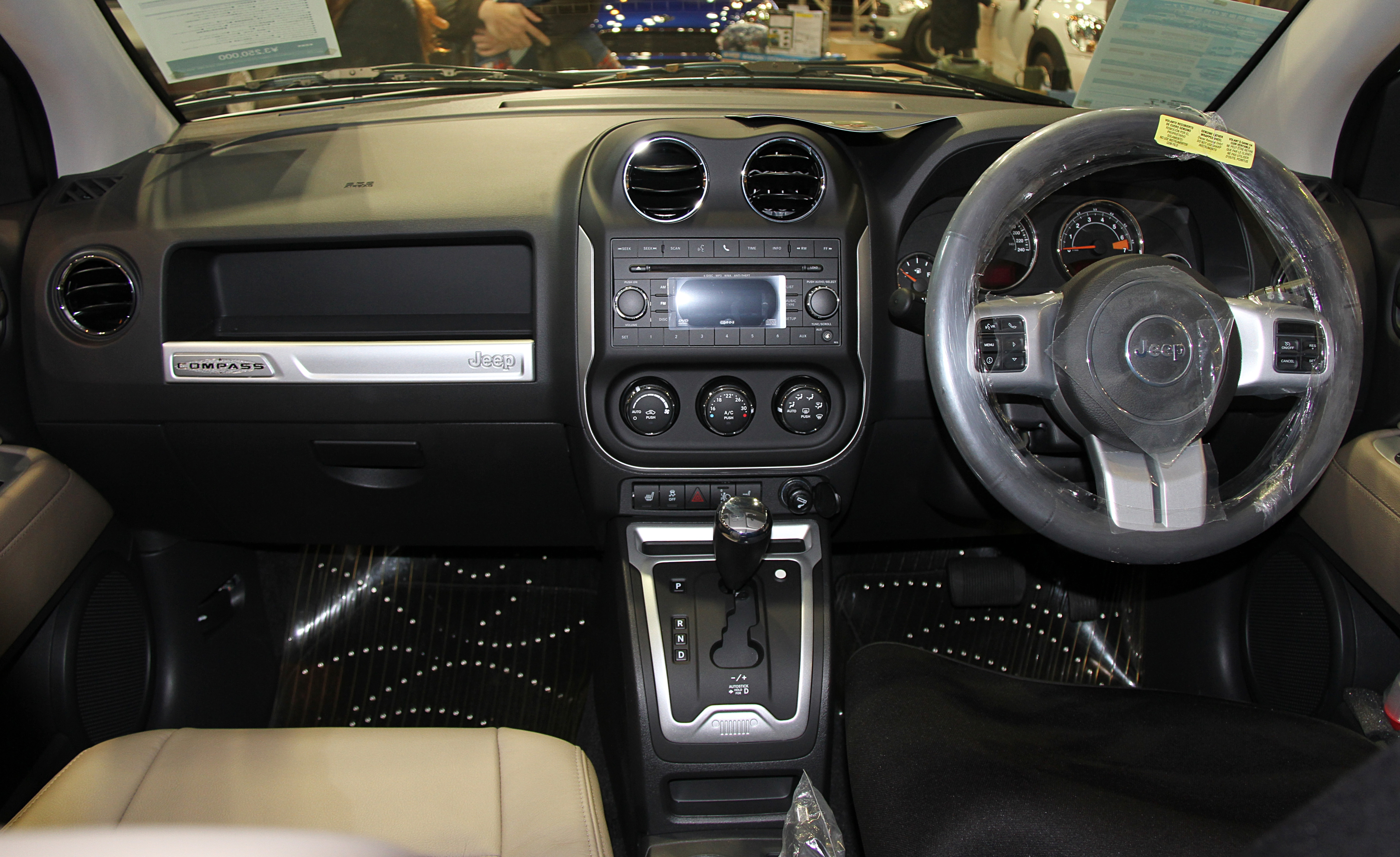
الداخلية

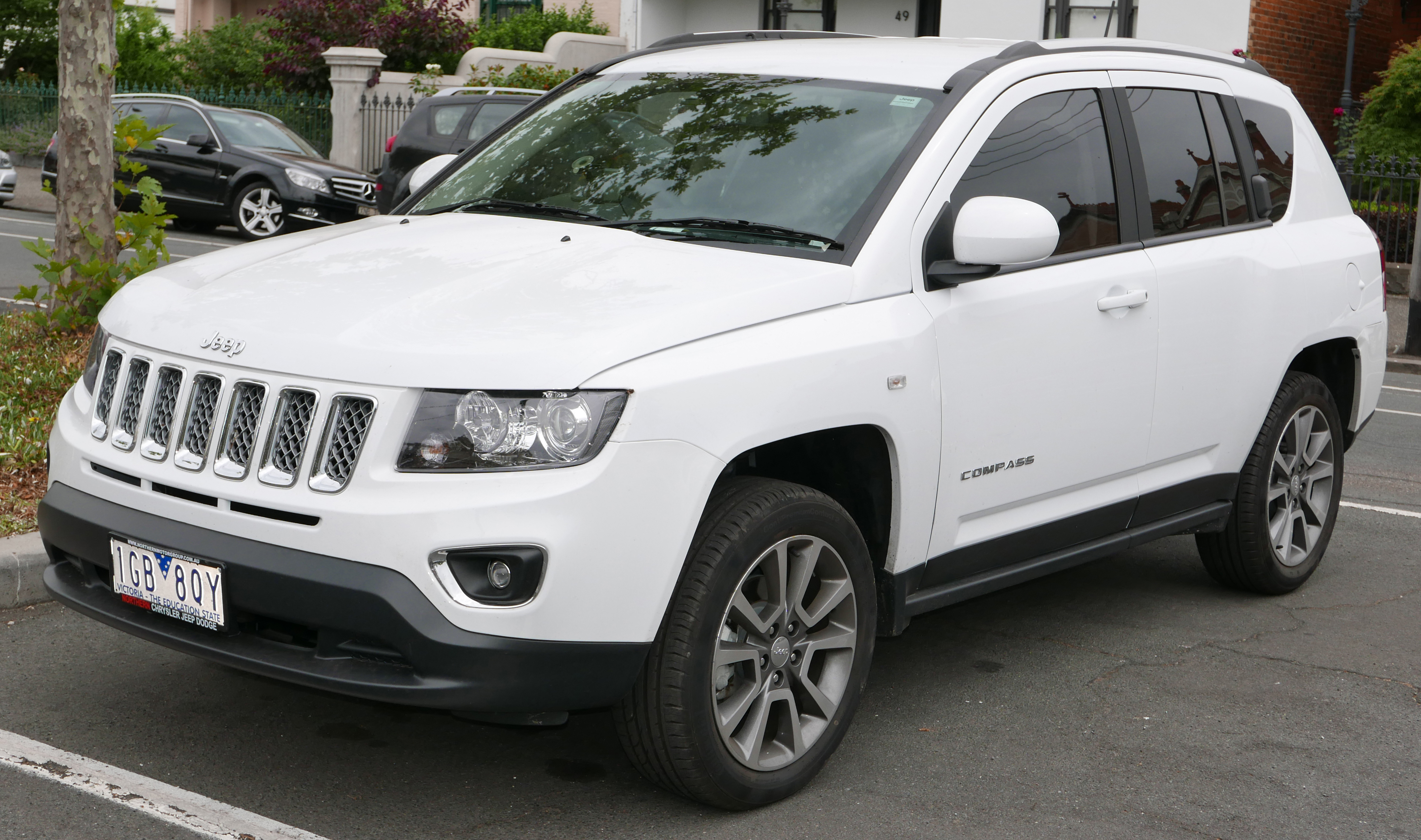
جيب كومباس ليمتد (أستراليا ، شد الواجهه)

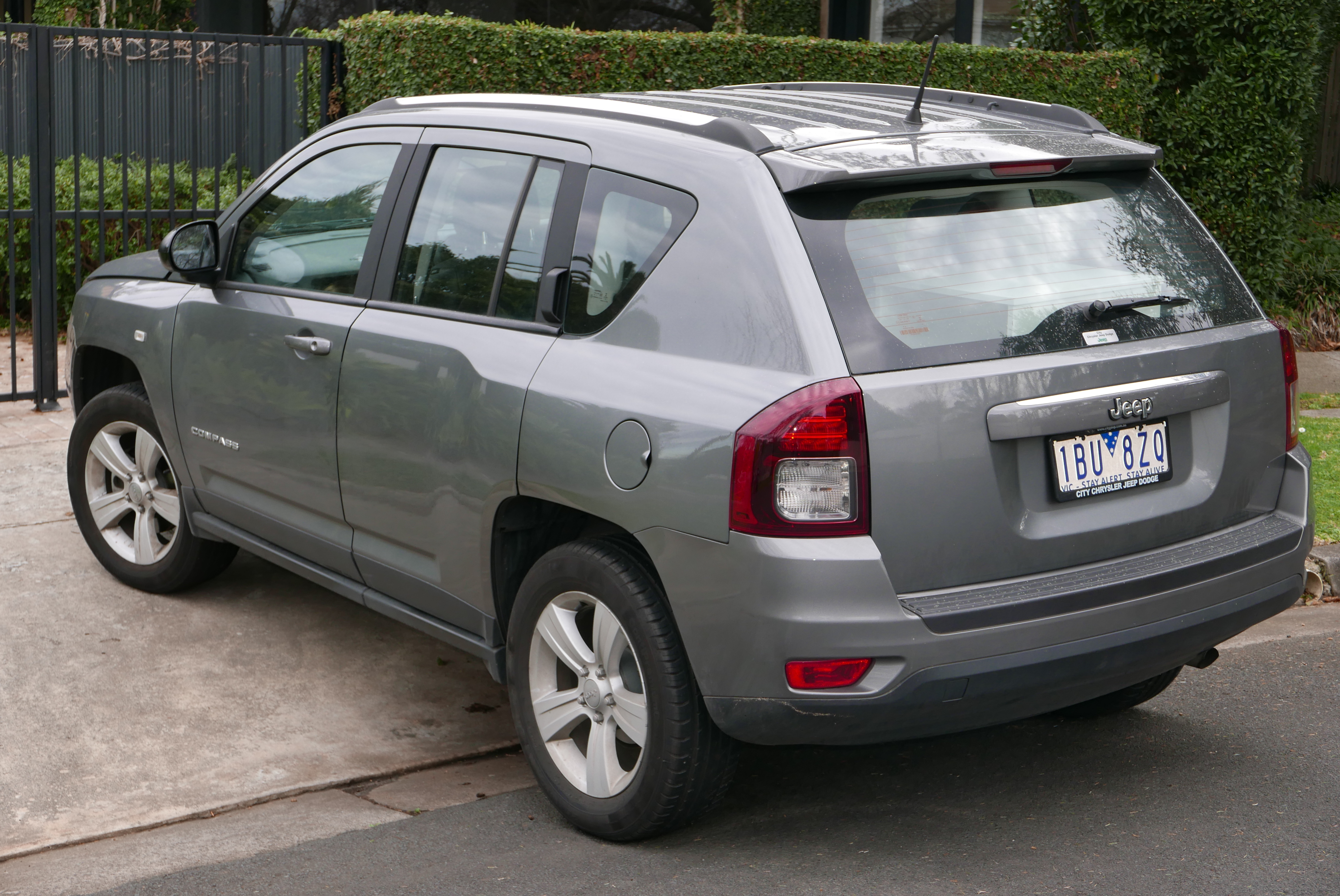
جيب كومباس سبورت (أستراليا ، اعادة تصميم)

تتميز البوصلة أيضًا بنظامين للدفع الرباعي يتم التحكم فيهما إلكترونيًا. Freedom Drive I وFreedom Drive II ، Freedom Drive I هو نظام دفع رباعي بدوام كامل مع إمكانات قفل؛ تعتمد Freedom Drive II على Freedom Drive I ولكن باستخدام ناقل الحركة CVT الخاص بالمركبة، فإنها قادرة على تقليل التروس بنسبة 19: 1 لمحاكاة النطاق المنخفض الموجود عادةً في المركبات ذات الصناديق المخصصة لنقل الحركة.
يحتوي إصدار الطراز الأساسي على دفع أمامي (FWD). اجتاز إصدار تريل رايدت من البوصلة نفس اختبارات القدرة على الطرق الوعرة مثل سيارات جيب الأخرى من حيث الجر، والخلوص الأرضي، والقدرة على المناورة، والتركيب، والتعبئة المائية.

## النماذج
النماذج الأساسية الثلاثة لـ لكومباس هي الرياضية وليمتد والمحدودة.
تعتبر Sport بمثابة النموذج الأساسي. وهي تشتمل على ميزات مثل عجلات معدنية مقاس 17 بوصة، وستيريو AM / FM مع مشغل أقراص مضغوطة أحادي القرص وأربعة مكبرات صوت، ومدفأة، وأسطح مقاعد من القماش، ونوافذ يدوية قابلة للطي وأقفال يدوية للأبواب. ميزات مثل النوافذ الكهربائية وأقفال الأبواب، ونظام صوتيات Boston Acoustics المكون من سبعة مكبرات صوت مع مضخم خارجي بقوة 368 وات، وتكييف هواء خيارات. جيب كومباس سبورت وسبورت SE 2014-2016، مركز معلومات السيارة الإلكتروني (EVIC) لا يأتي كمعدات قياسية. يعطي EVIC معلومات للمستخدم مثل عدد الأميال المقطوعة بالميل، وعدد الأميال التي يجب تفريغها، وفترات الخدمة، وضغط الإطارات، وما إلى ذلك.
خط العرض هو نموذج المدى المتوسط. أضافت ميزات إلى الرياضة، مثل تكييف الهواء، والدخول بدون مفتاح، ونظام الأمان، والنوافذ الكهربائية وأقفال الأبواب. يأتي EVIC كمكون اختياري مع حزمة الأمان وراحة الشحن. يأتي هذا الخيار مع جهاز إنذار، وغطاء صندوق الأمتعة، وشاشة مراقبة ضغط الإطارات، وفتاحة باب المرآب، ومركز إلكتروني لمعلومات السيارة. أصبح النموذج متاحًا في عام 2011.
The Limited هو الطراز الأعلى من نوعه. أضافت ميزات مثل المقاعد المكسوة بالجلد، وفتحة سقف متاحة، وبادئ تشغيل عن بعد.
اعتمد إصدار الذكرى السبعين على الطراز الرياضي. أضافت تكييف الهواء، ومقاعد جلدية فريدة من نوعها، وعجلات معدنية فريدة، وفتحة سقف، وأكياس هوائية ذات تأثير جانبي، ونظام صوتيات Boston Acoustics المكون من سبعة مكبرات صوت مع مكبر صوت خارجي بقوة 368 واط، ونوافذ كهربائية وأقفال أبواب، ودخول بدون مفتاح، وإنذار أمني. تم تقديم طراز الإصدار الخاص هذا فقط في عام 2011 للاحتفال بالذكرى السبعين لتأسيس جيب. عرضت جميع طرازات جيب لعام 2011 فقط طراز إصدار الذكرى السبعين (Compass و Patriot و Wrangler و Wrangler Unlimited و Liberty و Grand Cherokee).
تم توفير نموذج Altitude Edition في عام 2012. كان يعتمد على طراز Latitude وإضافة عجلات معدنية مطلية باللون الأسود ومقاعد مزينة بالجلد وفتحة سقف ونظام صوتيات Boston Acoustics مع مكبر صوت خارجي بقوة 368 وات. كانت حزمة Altitude متوفرة في جيب جراند شيروكي فقط في البداية، ولكنها كانت متوفرة بعد ذلك على Compass و Patriot و Wrangler و Wrangler Unlimited أيضًا. أسقطت جميع الطرز باستثناء جيب جراند شيروكي هذا الطراز (استمر طراز جراند شيروكي في تقديم هذا الطراز لعام 2013). تم اختيار اسم Altitude في مسابقة لتسمية سيارة جراند شيروكي الاختبارية. نظرًا لشعبية Altitude ، قررت Jeep تقديمها على جميع الطرازات باستثناء Jeep Liberty ، التي تم إيقاف إنتاجها.
تم التخلص التدريجي من جيب باتريوت والجيل الأول من جيب كومباس خلال طراز عام 2016، واستبدالها بسيارة واحدة من طراز كومباس SUV أعيد تصميمها والتي ستظهرها FCA في أواخر عام 2016. 
السلامة
تم اختبار كومباس من قبل Euro NCAP في عام 2012 وحصلت على تصنيف نجمتين.
قالب:Euro NCAP
| Overall:             | 3/5 stars |
| Frontal Driver:      | 3/5 stars |
| Frontal Passenger:   | 3/5 stars |
| Side Driver:         | 5/5 stars |
| Side Passenger:      | 2/5 stars |
| Side Rear Passenger: | 4/5 stars |
| Rollover AWD:        | / 16.4%   |

## الجيل الثاني (MP / 552 ؛ 2016)

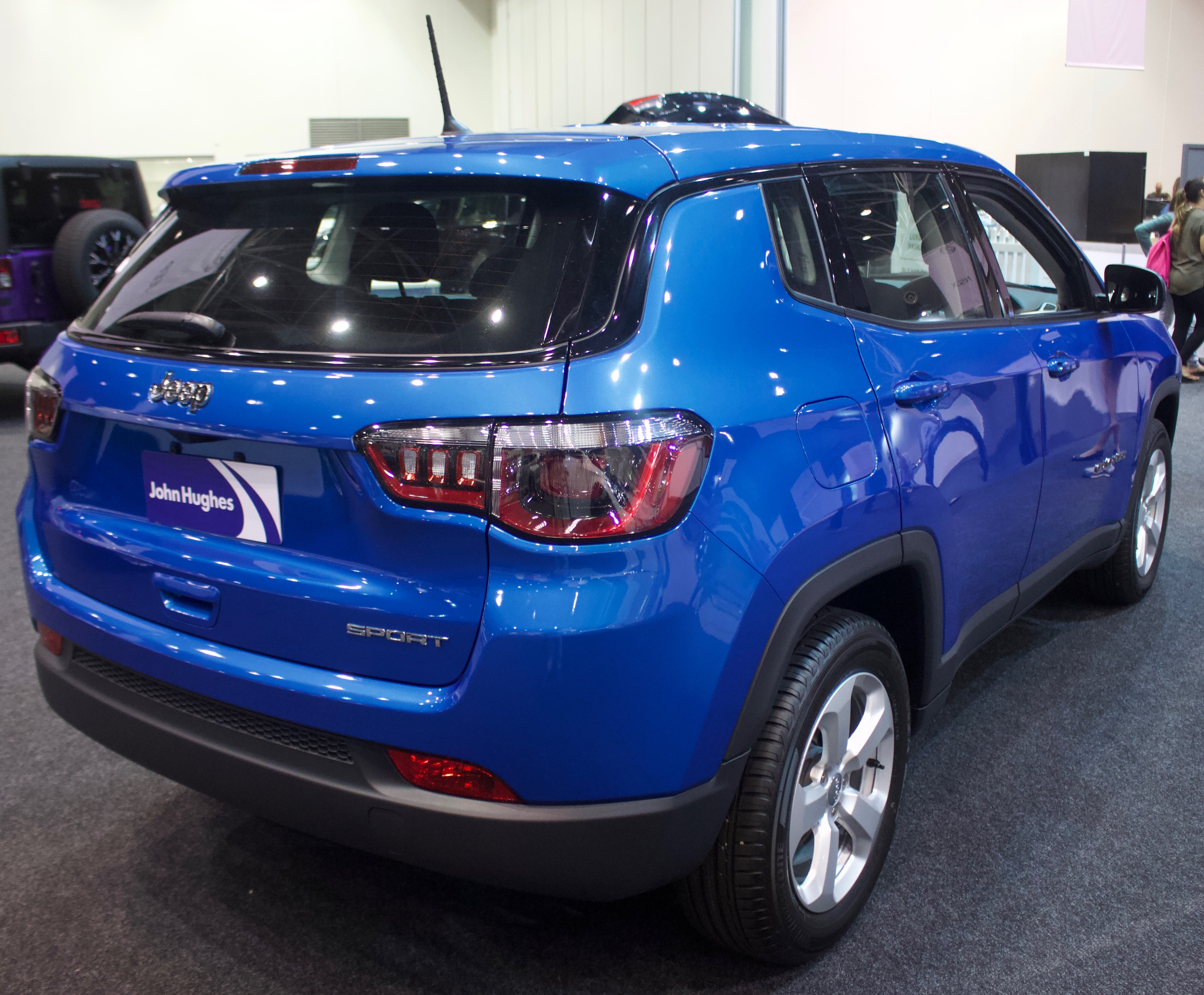
جيب كومباس سبورت (أستراليا)

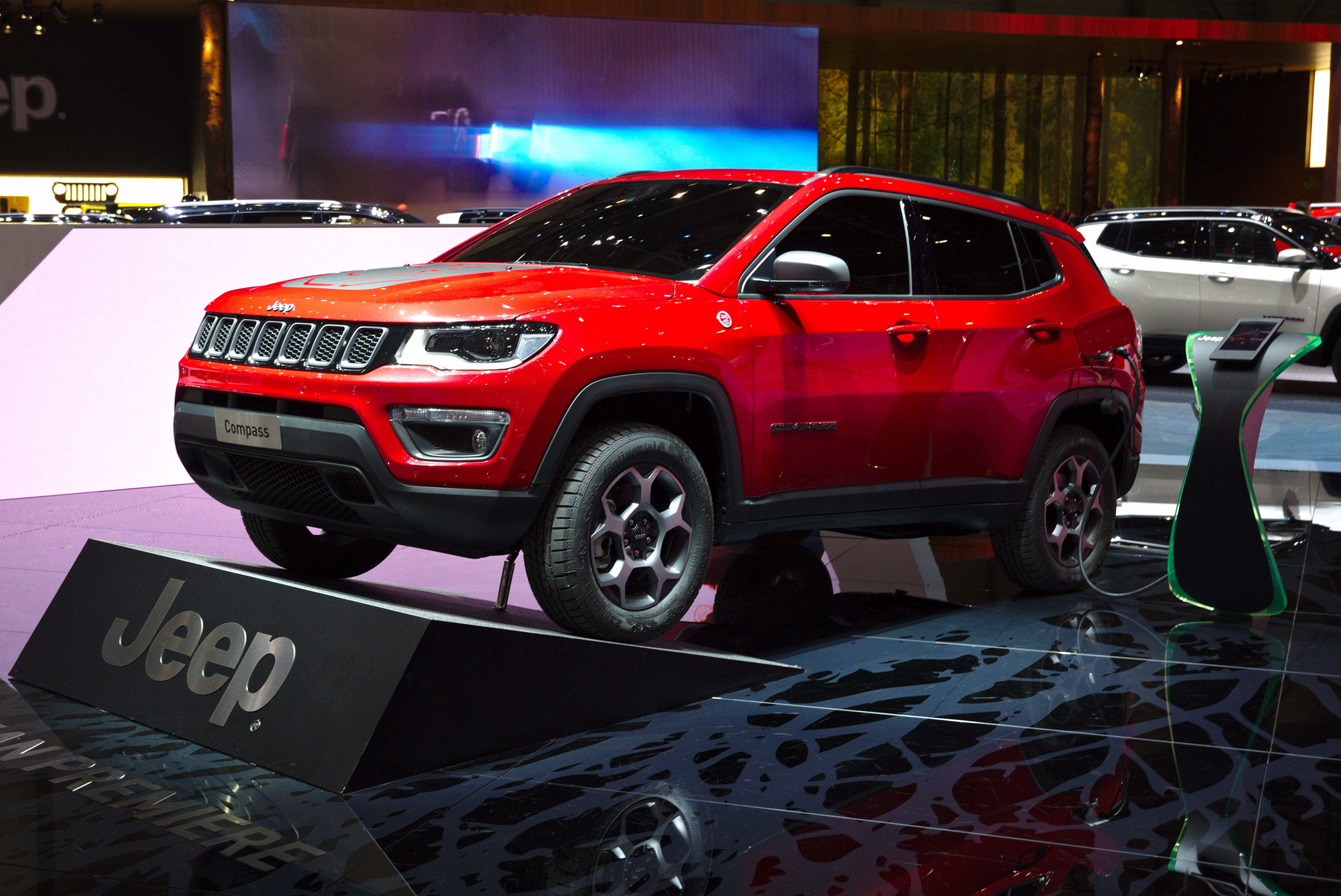
جيب كومباس PHEV

ظهر الجيل الثاني من جيب كومباس لأول مرة في 27 سبتمبر 2016 في البرازيل  وفي معرض لوس أنجلوس الدولي للسيارات في نوفمبر 2016، ليحل محل جيب باتريوت والجيل الأول من البوصلة. تم نقل إنتاج نماذج البوصلة الخاصة بسوق أمريكا الشمالية إلى تولوكا بالمكسيك، بينما سينتقل إنتاج جيب شيروكي (KL) من توليدو ، أوهايو إلى بيلفيدير ، إلينوي، حيث تم تجميع الجيل الأول من البوصلة وجيب باتريوت.
باستخدام نسخة ممتدة من نفس النظام الأساسي مثل Renegade ،  البوصلة متاحة في أربعة مستويات مختلفة من القطع: القاعدة الرياضية، و Latitude من المستوى المتوسط، والفاخرة ليمتد، و Trailhawk القادرة على الطرق الوعرة. تتوفر جميع مستويات القطع مع الدفع بالعجلات الأمامية أو الدفع الرباعي، باستثناء Trailhawk ، والذي يتوفر فقط في تكوين 4WD.
في الولايات المتحدة، تأتي البوصلة مزودة بـ 2.4 محرك L Tigershark رباعي الأسطوانات. أكثر من 65 في المائة من هيكل الجزء العلوي من الجسم والإطار مصنوع من الفولاذ عالي القوة. تصميم الجيل الثاني من Compass مستوحى من اثنين من أشقائها الأكبر، جيب شيروكي (KL) وجيب جراند شيروكي (WK2) . تتضمن عناصر التصميم المأخوذة من جراند شيروكي مصابيح أمامية مدمجة في الشبكة الأمامية وشبكة أمامية ضيقة بلمسة نهائية سوداء، بينما تضفي شيروكي بعض عناصر التصميم الخلفية والتصميم الداخلي الأساسي و 2.4 محرك بنزين L Tigershark رباعي الأسطوانات (I4) وناقل حركة أوتوماتيكي 948TE بتسع سرعات من ZF للتصميم العام للبوصلة.
تشمل الميزات المتوفرة نظامي المعلومات والترفيه UConnect 4C 8.4 و 8.4 N من FCA ، ونظام Beats Premium الصوتي مع مكبر صوت رقمي 506 واط، وعجلات من سبائك الألمنيوم مقاس 18 بوصة، وفتحة سقف بانورامية من طراز Command-View ، ومصابيح أمامية LED ، والتحذير من الاصطدام الأمامي، نظام كاميرا احتياطية للرؤية الخلفية ParkView ، مستشعرات ركن أمامية وخلفية، ونظام معلومات النقطة العمياء (BLIS)، ونظام الدفع الرباعي بدوام كامل من جيب (قياسي في طراز Trailhawk).

### نموذج الهند المواصفات
تم الكشف عن جيب كومباس في الهند في 12 أبريل 2017 وتم تجميعها في مصنع FCA India Pune منذ 1 يوليو 2017.  بالإضافة إلى التصنيع للسوق الهندي، تصدر Jeep أيضًا البوصلة الهندية الصنع إلى العديد من أسواق محركات الأقراص اليمنى مثل المملكة المتحدة وأستراليا ونيوزيلندا وبروناي واليابان وإندونيسيا ونيبال وتايلاند. يتوفر طراز India-spec بخيارين للمحرك - 1.4 L I4 ، بنزين MultiAir بشاحن توربيني، و 1.6 L I4 ، محرك ديزل MultiJet II بشاحن توربيني.  في عام 2017، باعت جيب حوالي 10000 بوصلة في الهند من يوم الإصدار حتى منتصف ديسمبر.

### الإنتاج
يتم تجميع البوصلة في مصانع في إيطاليا والمكسيك والبرازيل والصين والهند. يتم تصنيع نماذج أمريكا الشمالية وأوروبا في ملفي بإيطاليا وتولوكا بالمكسيك؛ انتقلت من بلفيدير ، إلينوي. في البرازيل، يبدأ الجيل الثاني من Jeep Compass إنتاج 26 سبتمبر 2016 في FCA New Goiana ، Pernambuco Assembly Plant. انتهى إنتاج الجيل الأول من البوصلة والباتريوت في أوائل عام 2017، مع بدء إنتاج الجيل الثاني من البوصلة في ربيع عام 2017 لموديلات أمريكا الشمالية. تم تجميعه في منشأة Fiat في Ranjangaon ، ماهاراشترا، وهو أول طراز من Jeep يتم تجميعه في الهند. 

### طبعات خاصة
بالإضافة إلى مستويات القطع القياسية، يتوفر الإصداران الخاصان للارتفاع والارتفاع العالي لطرازي Latitude ومستويات القطع المحدودة على التوالي، وإضافة لمسات خارجية «معتمّة» وعجلات من السبائك السوداء، بالإضافة إلى ميزات أخرى لمستويات القطع الخاصة بها.
يتوفر طراز Upland Special Edition أيضًا لمستوى التشذيب الرياضي الأساسي ويضيف عجلات معدنية سوداء وحافة زرقاء للعلامات الخارجية وعناصر تصميم خارجية مستوحاة من Trailhawk وخياطة زرقاء في الداخل. إنه متوفر فقط مع الدفع الرباعي (4WD)، 2.4 محرك L I4 وناقل حركة أوتوماتيكي.
يتوفر إصدار الذكرى السنوية الثمانين لمستوى الديكور Latitude ، والذي يضيف لمسات خارجية فريدة وبعض الميزات الإضافية، لعام 2021.
قالب:Euro NCAP
| واجهة صغيرة متداخلة                       | حسن |
| معتدل التداخل الأمامي                     | حسن |
| جانب                                      | حسن |
| قوة السقف (موديلات 2016 إلى الوقت الحاضر) | حسن |
| مساند الرأس والمقاعد                      | حسن |

### المبيعات
| تقويم سنوي | الولايات المتحدة الأمريكية | كندا  | المكسيك | الصين  | البرازيل | الأرجنتين |
| ---------- | -------------------------- | ----- | ------- | ------ | -------- | --------- |
| 2006       | 18,579                     | 2,504 | 1,535   |        |          |           |
| 2007       | 39491                      | 10229 | 4.367   |        |          |           |
| 2008       | 25349                      | 9,423 | 2960    |        |          |           |
| 2009       | 11.739                     | 5,176 | 2,130   |        |          |           |
| 2010       | 15894                      | 4610  | 1,565   |        |          |           |
| 2011       | 47709                      | 6,619 | 4083    |        |          |           |
| 2012       | 40235                      | 6,003 | 5967    |        |          |           |
| 2013       | 52993                      | 6228  | 5,586   |        |          |           |
| 2014       | 61264                      | 5808  | 4,728   |        |          |           |
| 2015       | 66,698                     | 3,729 | 3317    |        |          |           |
| 2016       | 94.061                     | 4,242 | 1,376   | 300    | 6,599    |           |
| 2017       | 65142                      | 6,443 | 1440    | 86980  | 49187    |           |
| 2018       | 171167                     | 9,435 | 2,591   | 63.015 | 60284    | 2,892     |
| 2019       | 143,934                    | 7,652 | 2209    | 35746  | 60362    | 3,440     |

## روابط خارجية
- الموقع الرسمي
- Jeep Compass